# Penrith (Regno Unito)
Penrith è una città mercato del Regno Unito, nella contea inglese di Cumbria.

## Amministrazione
L'autorità locale è l'Penrith Town Council, che ha sede nella città.
In precedenza Penrith era la sede sia del Penrith Urban Council, Rural District Council sia del Eden District Council.

### Gemellaggi
- Penrith

## Ubicazione
Si trova nella valle del fiume Eden, appena a nord del fiume Eamont; dista meno di 3 miglia (5 km) dai confini del Parco Nazionale del Lake District.
Altri fiumi locali che delimitano il territorio della città sono il Lowther e il Petteril.
Un corso d'acqua in parte scavato dall'uomo, il Thacka Beck, che attraversa il centro della città, collega i fiumi Petteril e Eamont.
Per molti secoli, questo corso d'acqua costituì la principale fonte idrica della città. Inoltre, la riserva naturale del Thacka Beck costituisce un bacino di espansione per il contenimento di alluvioni, che protegge abitazioni ed attività commerciali e produttive di Penrith.

## Archeologia
Lo scavo di un tratto della strada romana da Manchester a Carlisle nel corso di lavori per l'ampliamento del Cimitero di Penrith dimostrarono che la strada è sopravvissuta meglio ai margini del campo.
Le superfici ricoperte da ciottoli e ghiaia sono state completamente distrutte dall'aratura al centro.
La strada fu costruita scavando un'ampia trincea poco profonda sotto al livello del suolo agricolo.
I grandi ciottoli erano probabilmente provenienti dai dintorni, poiché nel terreno circostante lo scavo archeologico non compaiono frequentemente.
I ciottoli erano aggiunti al terreno scavato e la miscela era ricollocata nello scavo per costituire una fondazione stabile, che era poi elevata al centro della strada per formare un dosso.

## Architetture
Degno di nota il Castello di Brougham.